# Affaire de corruption à la FIFA

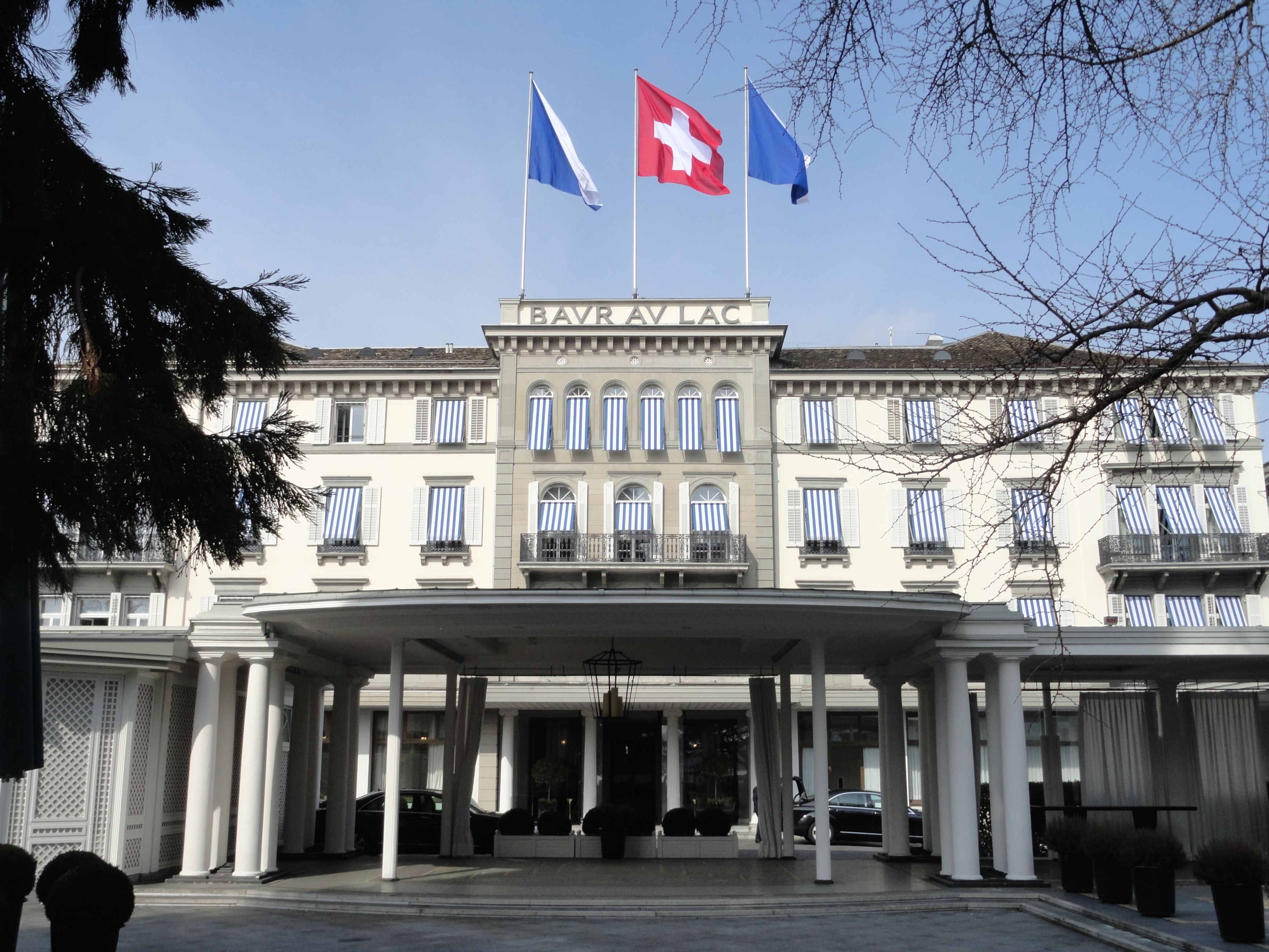
L'hôtel Baur au Lac à Zurich, où sept officiels de la FIFA ont été arrêtés le 27 mai 2015.

L'affaire de corruption à la FIFA, appelée aussi Fifagate, est une enquête portant sur des soupçons de corruption au sein de la Fédération internationale de football association (FIFA). 

## Enquête
En mai 2015, quatorze personnes dont neuf hauts responsables de l'instance dirigeante du football mondial sont inculpés dans le cadre d'une enquête menée par le FBI (grâce notamment à son informateur Chuck Blazer, ancien dirigeant de la FIFA accusé de corruption et qui collabore avec l'agence américaine depuis plus de trois ans) pour racket, fraude et blanchiment d'argent sur une période de 25 ans, les soupçons de corruption portant principalement sur les conditions d'attribution de plusieurs coupes du monde ainsi que sur des contrats de marketing.
Le 27 mai, sept responsables de la FIFA sont arrêtés à l'hôtel Baur au Lac à Zurich (Suisse) où ils s'apprêtaient à assister au 65e Congrès de la FIFA, dans lequel doit se tenir l'élection de la présidence de la FIFA. Ils sont censés être extradés vers les États-Unis, soupçonnés d'avoir sollicité et reçu plus de 150 millions de dollars en pots-de-vin et rétrocommissions. Une opération policière simultanée a aussi eu lieu au siège de la CONCACAF à Miami.
Le 17 septembre, la FIFA annonce que son secrétaire général Jérôme Valcke est démis de ses fonctions et qu'elle demande une enquête de la commission d’éthique. En juin 2022, il est jugé coupable de corruption par un tribunal Suisse.
Le 29 septembre, le président de la CONCACAF Jack Warner est suspendu à vie de toute activité liée au football par la commission d’éthique de la Fédération internationale. Celle-ci le reconnaît « coupable de différents actes répréhensibles de façon continue et répétée durant la période où il occupait différents postes de haut niveau à la FIFA et à la Concacaf », et notamment d'avoir « proposé ou accepté des paiements illégaux ». Il est retourné dans son pays, Trinité-et-Tobago, et est activement recherché par les Etats-Unis.
Le 21 décembre, la commission d'éthique de la FIFA annonce que Michel Platini, président de l'UEFA, et Sepp Blatter, président de la FIFA (tous les deux membres du comité exécutif de la FIFA), sont suspendus de toutes activités footballistiques pour une durée de 8 ans. 
Au cours de leurs investigations, le département de la justice des Etats-Unis à mis en examen 50 personnes. Ils ont annoncé en 2021 que la FIFA avait été victime de corruption et qu'elle recevrait 201 millions de dollars en compensation.

## Procès
En juillet 2022, Michel Platini, président de l'UEFA, et Sepp Blatter, président de la FIFA, sont innocentés par un tribunal Suisse à propos du "paiement déloyal" de 2 millions de Franc suisse échangés entre eux. Ils encouraient cinq ans de prison et le parquet avait requis mi-juin un an et huit mois de prison avec sursis.
Le 19 octobre 2022, le parquet suisse annonce faire appel de l'acquittement de Michel Platini et Sepp Blatter. Le procès en appel se déroule en mars 2025. Le verdict sera rendu le 25 mars.

## Personnes et sociétés impliquées dans l'affaire

### Personne impliqué dans l'affaire
| Pays                          | Nom                           | Poste |
| Premier d'accusation initiaux | Premier d'accusation initiaux | Premier d'accusation initiaux |
| ----------------------------- | ----------------------------- | --- |
| États-Unis                    | Chuck Blazer                  | Ancien secrétaire général de la CONCACAF |
| Argentine                     | Alejandro Burzaco (en)        | PDG de Torneos y Competencias (en) |
| États-Unis                    | Aaron Davidson (en)           | Président du conseil des gouverneurs de la Ligue nord-américaine de football et président de Traffic Sports USA                                                                |
| Îles Caïmans                  | Jeffrey Webb                  | Président de la CONCACAF et de la Fédération des îles Caïmans de football (CIFA) et vice-président de la FIFA                                                                  |
| Brésil                        | José Hawilla (en)             | Propriétaire et fondateur de Traffic Group |
| Honduras                      | Alfredo Hawit (en)            | Président de la CONCACAF; Vice-président de la FIFA |
| Chili                         | Sergio Jadue (en)             | Ancien président de la Fédération chilienne de football et membre du comité exécutif de la CONMEBOL                                                                            |
| Argentine                     | Hugo Jinkis (en)              | Président du groupe Full Play |
| Argentine                     | Mariano Jinkis (en)           | Vice-président de Full Play Group S.A. ; fils d'Hugo Jinkis |
| Paraguay Colombie             | Nicolás Leoz (en)             | Ancien président de la CONMEBOL |
| Brésil                        | José Margulies (en)           | Secrétaire général de Traffic Sports Brazil |
| Paraguay                      | Juan Ángel Napout (en)        | Président de la CONMEBOL; Vice-président de la FIFA |
| Uruguay États-Unis            | Eugenio Figueredo (en)        | Ancien président de l'Association uruguayenne de football (AUF) et ancien président de la CONMEBOL                                                                             |
| Costa Rica                    | Eduardo Li (en)               | Président de la Fédération du Costa Rica de football (FEDEFUT), élu membre du comité exécutif de la FIFA et membre du comité exécutif de la CONCACAF                           |
| Îles Caïmans                  | Costas Takkas (en)            | Ancien secrétaire général de l'Association de football des îles Caïmans et attaché auprès du président de la CONCACAF                                                          |
| Bolivie                       | Carlos Chávez Landivar (en)   | Président de la Fédération bolivienne de football et ancien trésorier de la CONMEBOL                                                                                           |
| Trinité-et-Tobago Grenade     | Daryan Warner                 | Fils de Jack Warner |
| Trinité-et-Tobago États-Unis  | Daryll Warner                 | Fils de Jack Warner et ancien responsable du développement de la FIFA |
| Trinité-et-Tobago             | Jack Warner                   | Ancien vice-président de la FIFA, ancien président de la CONCACAF et ancien ministre de la Sécurité nationale                                                                  |
| Nicaragua                     | Julio Rocha López (en)        | Président de la Fédération du Nicaragua de football (FENIFUT), officier de développement de la FIFA et ancien président de l'Union centre-américaine de football (UNCAF)       |
| Venezuela                     | Rafael Esquivel               | Président de la Fédération vénézuélienne de football (FVF) et membre du comité exécutif de la CONMEBOL                                                                         |
| Brésil                        | José Maria Marin              | Ancien président de la Confédération brésilienne de football (CBF) et ancien gouverneur de l'État de São Paulo                                                                 |
| Deuxième acte d'accusation    |                               | |
| Panama                        | Ariel Alvarado (en)           | Ancien membre de la Commission de discipline de la FIFA. Ancien membre du Comité exécutif de la CONCACAF.                                                                      |
| Pérou                         | Manuel Burga Seoane           | Ancien membre du Comité de développement de la FIFA. Ancien président de la Fédération péruvienne de football.                                                                 |
| Honduras                      | Rafael Leonardo Callejas      | Ancien membre de la Commission Télévision et Marketing de la FIFA. Ancien président de la Fédération hondurienne de football et ancien président de la République du Honduras. |
| Bolivie                       | Carlos Chávez Landivar (en)   | Ancien trésorier de la CONMEBOL. Ancien président de la Fédération bolivienne de football.                                                                                     |
| Équateur                      | Luis Chiriboga (en)           | Ancien président de la fédération équatorienne de football et membre du comité exécutif de la CONMEBOL.                                                                        |
| Argentine                     | Eduardo Deluca (en)           | Ancien secrétaire général de la CONMEBOL. |
| Brésil                        | Marco Polo Del Nero           | Ancien président de la fédération brésilienne de football. |
| Honduras                      | Alfredo Hawit (en)            | Ancien vice-président et membre du comité exécutif de la FIFA et président de la CONCACAF.                                                                                     |
| Guatemala                     | Brayan Jiménez (en)           | Ancien président de la fédération guatémaltèque de football et membre du Comité de la FIFA pour le fair-play et la responsabilité sociale.                                     |
| Argentine                     | José Luis Meiszner            | Ancien secrétaire général de la CONMEBOL. |
| Paraguay                      | Juan Ángel Napout (en)        | Ancien vice-président de la FIFA, membre du comité exécutif et président de la CONMEBOL, président de la fédération paraguayenne de football.                                  |
| Bolivie                       | Romer Osuna                   | Ancien membre du Comité d'audit et de conformité de la FIFA. Ancien trésorier de la CONMEBOL.                                                                                  |
| Guatemala                     | Rafael Salguero (en)          | Ancien membre du Comité exécutif de la FIFA et président de la fédération guatémaltèque de football.                                                                           |
| Brésil                        | Ricardo Teixeira              | Ancien président de la fédération brésilienne de football et membre du comité exécutif de la FIFA.                                                                             |
| Guatemala                     | Héctor Trujillo               | Ancien secrétaire général de la Fédération guatémaltèque de football et juge à la Cour constitutionnelle du Guatemala.                                                         |
| Salvador                      | Reynaldo Vasquez              | Ancien président de la fédération salvadorienne de football. |

### Sociétés impliquées dans l'affaire
| Pays         | Nom                          | Poste                                                                        |
| ------------ | ---------------------------- | ---------------------------------------------------------------------------- |
| Îles Caïmans | Traffic Sports International | Société de gestion d'événements footballistiques et filiale de Traffic Group |
| États-Unis   | Traffic Sports USA           | Société de gestion d'événements footballistiques et filiale de Traffic Group |